# ODEG VT 642
De VT 410, ook wel Desiro genoemd, is een tweedelig dieseltreinstel met lagevloerdeel voor het langeafstandspersonenvervoer en regionaal personenvervoer van de Ostdeutsche Eisenbahn GmbH (ODEG).

## Geschiedenis
De uit RegioSprinter ontwikkelde RegioSprinter 2 werd als Desiro op de markt gezet. De Desiro wordt sinds 1998 geproduceerd en verder ontwikkeld als Desiro Classic. Het treinstel werd zowel met dieselmotor maar ook met elektrische aandrijving geleverd.

## Constructie en techniek
Het treinstel is opgebouwd uit een aluminium frame. Typerend aan dit treinstel is de toepassing van een Scharfenbergkoppeling en een grote voorruit. De treinen werden geleverd als tweedelig dieseltreinstel met mechanische transmissie. De trein heeft een lagevloerdeel. Deze treinen kunnen tot drie stuks gecombineerd rijden. De treinen zijn uitgerust met luchtvering.

## Treindiensten
De treinen worden door de Ostdeutsche Eisenbahn (ODEG) tussen december 2008 en december 2018 ingezet op de volgende trajecten:
- OE 60 - 230: Görlitz - Bischofswerda (deel van de Spoorlijn Görlitz - Dresden-Neustadt)
- OE 64 - 229: Görlitz - Hoyerswerda (deel van de spoorlijn Węgliniec–Falkenberg/Elster)
- OE 65 - 220: Cottbus - Görlitz - Zittau (deel van de Spoorlijn Berlijn - Görlitz en Neißetalbahn)